# 田中秀作
田中 秀作（たなか しゅうさく、1885年3月6日 - 1963年11月23日）は、日本の地理学者。
山口県防府市生まれ。1906年山口県師範学校卒、1910年東京高等師範学校地理歴史部卒、鹿児島県女子師範学校教諭、1915年京都帝国大学文科大学史学科地理学卒、大学院をへて1916年同助手、1917年京都府立第三中学校講師、12月満鉄に入社、1923年彦根高等商業学校教授、27 - 29年文部省在外研究員としてドイツ国、米国、英国に滞在。32年文部省視学委員、1943年華北綜合調査研究所研究員、46年引き揚げ、1947年北海道第三師範学校講師、1949年北海道学芸大学教授、1952年大阪学芸大学教授。同退官、名誉教授。小牧実繁らの大東亜地理学派の一人。

## 著書
- 『満洲地誌研究』古今書院 1930
- 『新満洲国地誌』古今書院 1932
- 『経済地理学汎論』地人書館 1939
- 『日本民族の南方圏馴化に就いて』東亜研究所 東亜研究所叢書 1942

共著
- 『経済地理学要義』田中博共著 地人書館 1936

記念論文集
- 『地理学論文集 田中秀作教授古稀記念』柳原書店 1956

## 論文
- 田中秀作